# Karl Schmidt (Wagenbauer)
Karl Schmidt (* 1834 in Wintersweiler, Baden; † 1909 in Bad Kissingen) war ein deutscher Unternehmer und Kraftfahrzeughersteller.

## Leben
Schmidt lebte mit seiner Familie bis 1870 in Paris und hatte eine leitende Funktion („Beamter“) in einer Wagenfabrik mit 600 Mitarbeitern. Wegen des Deutsch-Französischen Krieges flüchtete er über Dieppe nach London. 1871 kam er nach Bad Kissingen und arbeitete in der „Lutz’schen Wagenfabrik“ von Christian Behlert.
1875 gründete er seine eigene Fabrik, die Phaetons, einen leichten vierrädrigen Kutschwagen, Chaisen, Landauer und Ähnliches herstellte. Die Produktion wurde erfolgreich bis nach Indien, England, Russland und Südafrika exportiert. Eine Danksagung von 1900 aus Guty lautet zum Beispiel:
„.... habe das Landeaulette .... 4-spännig bereits gefahren und bin erfreut über die tadellose Ausführung. .... bereue ich nicht, dieselbe im Ausland bestellt zu haben, da sie die russischen Fabrikate an Eleganz, Leichtigkeit und doch Stabilität übertreffen ....“
In diesem Jahr 1900 hatte die Fabrik gerade den ersten auf Gummirädern montierten Landauer hergestellt.
Schmidt besaß eine große Personenwaage mit einem darauf montierten Sessel, die den Kurgästen Bad Kissingens zur öffentlichen Benutzung an der Salinenpromenade auf dem Weg zwischen der Kernstadt und der außerhalb gelegenen Saline aufgestellt war. Auch Otto von Bismarck nutzte diese Waage gern bei seinen häufigen Besuchen in der Kurstadt. Die Waage steht heute als Exponat im Bad Kissinger Bismarck-Museum.
Karl Schmidt ist auf dem Bad Kissinger Kapellenfriedhof bestattet.